# 亲子互动治疗
親子互動治療（Parent-Child Interaction Therapy，簡稱PCIT）由美國佛羅里達大學Professor Sheila Eyberg於1988年創立的治療方式，主要治療二歲至七歲，有破坏性行为障碍（Disruptive Behavior Disorder）的兒童。親子互動治療屬於實證為基礎的治療方式（evidence-based treatment，EBT），針對有行為和情緒問題的幼童，其中強調提昇親子關係的品質，並且改變親子互動的模式。
破坏性行为是最常見讓幼童接受心理治療的原因，破坏性行為可能是輕微的行為（例如頂嘴），也可能嚴重到攻擊性的行為。最常診斷到的破坏性行为障碍可以依行為的嚴重程度及出現問題的本質，分類為對立反抗症（Oppositional Defiant Disorder，ODD）或是行為規範障礙（Conduct Disorder, CD）。這些障礙也可能和注意力不足過動症（ADHD）一起出現，需要結合行為治療、遊戲治療及家長訓練，以提供家長更有效的管教技巧，並且改善親子關係。
親子互動治療一般會是十週到十四週的治療，每週一次，每次一小時，其中分為二個治療階段，分別是兒童主導互動（Child-Directed Interaction、CDI）和及家長主導互動（Parent-Directed Interaction、PDI）。兒童主導互動這一部份會著重提昇親子關係的品質，這也可以促進幼童行為的改變。這些是家長主導互動階段的基礎，其中會繼續鼓勵適當的遊戲，也會著重在結構化及一致性的管教方法。